# 17. januar
17. januar er dag 17 i året i den gregorianske kalender (dag 17 i skudår). Der er 348 dage tilbage af året (349 i skudår).
Dagens navn i den danske almanak er Antonius. I Sverige er navnet Anton og Tony, og i Norge er navnet Anton, Tønnes og Tony. 

## Fest- og helligdage, der fast ligger på 17. januar
- Mange katolske lande: Antonius

Man påkaldte Antonius, hvis man led af "helvedesild". Han var eremit og én af "ørkenfædrene". Han døde i år 356 – 105 år gammel.

### Begivenheder
Født - Dødsfald
- 1586 - Slaget ved Boksum mellem en spansk hær og en hollandsk oprørshær under ledelse af Steen Maltesen.
- 1772 - Struensee arresteres og henrettes senere.
- 1809 - En kancelliplakat bliver udstedt og fastslår, at kun læger må underskrive recepter.
- 1819 - Simón Bolívar udråber republikken Colombia.
- 1912 - Robert Falcon Scott når med sin ekspedition frem til Sydpolen som den anden person, men må erkende at Roald Amundsens ekspedition var nået frem en måned forinden.
- 1917 - Danmark sælger De dansk-vestindiske øer til USA for $25 millioner.
- 1920 - Forbuddet mod alkohol i USA træder i kraft.
- 1928 - Brugsforenings-Bladet udkommer første gang. Fra 1945 hedder det Samvirke, og det gør det den dag i dag, hvor FDB's medlemsblad er Danmarks største månedsmagasin med næsten en halv million abonnenter.
- 1945 - Den svenske diplomat Raoul Wallenberg forsvinder sporløst i Ungarns hovedstad Budapest.
- 1945 - Sovjetiske styrker befrier Warszawa.
- 1971 - Den amerikanske sanger Bing Crosby erklærer Danmark handelskrig i protest mod dansk laksefangst ved Grønland. Laksefangsten hindrer amerikanske lystfiskere i at få bid i USA's floder, mener han.
- 1973 - Ferdinand Marcos bliver præsident "på livstid" i Filippinerne.
- 1977 - For første gang i over 10 år eksekveres en dødsdom i USA, da dobbeltmorderen Gary Gilmore bliver skudt i delstatsfængslet i Utah.
- 1977 - Forretningskæden Frellsens Kaffe beslutter at lukke sine 100 forretninger over hele landet som konsekvens af de stærkt stigende kaffepriser.
- 1985 - På et repræsentantskabsmøde i Kronebanken bliver det oplyst, at bankens underskud i 1984 var på 1,3 milliarder kroner på grund af tab og hensættelser.
- 1985 - En 25-årig flyverløjtnant omkommer, da hans fly, en F-104 Starfighter, styrter i havet 10 km øst for øen Hjelm ud for Djursland.
- 1989 - Under raceurolighederne i Miami, USA, blev én dræbt og 11 såret, og flere bygninger blev sat i brand.
- 1991 - FN-allierede styrker (USA, England, Frankrig og Saudi-Arabien) gennemførte luftangreb mod Irak, der (i Golfkrigen 1991) havde holdt Kuwait besat siden august 1990.
- 1991 - Harald 5. udråbes til ny norsk konge efter sin afdøde far Olav 5.
- 1994 - Los Angeles i Californien, USA, bliver ramt af et voldsomt jordskælv målt til 6,6 på Richterskalaen.
- 1995 - Den japanske by Kobe bliver ramt af et kraftigt jordskælv, hvor 5.000 mennesker omkommer. Det er det værste jordskælv i Japan siden 1923.
- 1997 - Israel overdrager sit militære hovedkvarter i Hebron til palæstinenserne og 30 års israelsk besættelse af Vestbredden er hermed afsluttet.
- 1997 - En domstol i Irland bevilger den første skilsmisse i det katolske lands historie.[1]
- 1997 - Tre brødre på 16, 18 og 21 år fra Sejlstrup i Himmerland får alle betingede domme for at have slået deres tyranniske far ihjel.
- 2001 - Den amerikanske delstat Californien erklæres i undtagelsestilstand, da én million mennesker står uden elektricitet.
- 2004 - Den 32-årige bokser Anita Christensen bliver dobbelt verdensmester i bantamvægt ved en tvivlsom sejr over amerikaneren Ada "Ace" Velez i Århus. Hun bliver samtidig Danmarks første kvindelige verdensmester i boksning.
- 2006 - Et forskningsprojekt afslører, at Statens Museum for Kunst har to skitser af Rembrandt.

### Født
- 1463 - Frederik 3., saksisk kurfyrste (død 1525).
- 1706 - Benjamin Franklin, amerikansk opfinder, fysiker, politiker og filosof (død 1790).
- 1798 - Auguste Comte, fransk filosof (død 1857).
- 1798 - Bonaparte Borgen, dansk rektor (død 1884).
- 1819 - Ulrich Peter Overby, dansk digter (død 1879).
- 1820 - Anne Brontë, engelsk forfatter (død 1849).
- 1822 - Erik Bøgh, dansk digter og komponist (død 1899).
- 1860 - Anton Tjekhov, russisk forfatter (død 1904).
- 1874 - Carl Petersen, dansk arkitekt og keramiker (død 1923).
- 1876 - Morten Korch, dansk forfatter (død 1954).
- 1880 - Mack Sennett, canadisk filminstruktør (død 1960).
- 1886 - Johan Ankerstjerne, dansk filmfotograf (død 1959).
- 1888 - Edvard Persson, svensk skuespiller (død 1957).
- 1893 - Hartvig Frisch, dansk politiker og minister (død 1950).
- 1899 - Al Capone, amerikansk gangster (død 1947).
- 1899 - Nevil Shute, engelskfødt australsk forfatter (død 1960).
- 1909 - Karen Jønsson, dansk skuespiller og sanger (død 1942).
- 1909 - Freddie Frinton, engelsk komiker (død 1968).
- 1918 - George M. Leader, amerikansk guvernør (død 2013).
- 1919 - Elsa Gress, dansk forfatter (død 1988).
- 1922 - Betty White, amerikansk skuespillerinde (død 2021).
- 1925 - Duane Hanson, amerikansk socialkritisk kunstner (død 1996).
- 1927 - Eartha Kitt, amerikansk sangerinde (død 2008).
- 1931 - James Earl Jones, amerikansk skuespiller (død 2024).
- 1935 - Benito Scocozza, dansk historiker og forfatter (død 2020).
- 1939 - Niels Helveg Petersen, dansk politiker og tidligere minister (død 2017).
- 1940 - Troels Trier, dansk sanger og skuespiller.
- 1942 - Muhammad Ali, amerikansk bokser (død 2016).
- 1942 - Ulf Hoelscher, tysk violinist.
- 1943 - Chris Montez, amerikansk sanger.
- 1944 - Jan Guillou, svensk forfatter og journalist.
- 1945 - Ib Michael, dansk forfatter.
- 1947 - Karen Jespersen, dansk journalist og tidligere socialminister.
- 1948 - Anne Queffélec, fransk pianistinde.
- 1949 - Mick Taylor, engelsk musiker i Rolling Stones.
- 1953 - Jeff Berlin, amerikansk musiker.
- 1956 - Paul Young, engelsk sanger.
- 1959 - Jacqueline Friis-Mikkelsen, dansk modelbureauleder.
- 1959 - Fabio Luisi, italiensk dirigent.
- 1961 - Ole Ulvedal, dansk jazzbassist.
- 1962 - Jim Carrey, amerikansk skuespiller.
- 1964 - Michelle Obama, amerikansk førstedame og advokat.
- 1969 - Maria Montell, dansk sanger.
- 1969 - Tiësto, Hollandsk Dj.
- 1969 - James Waterston, amerikansk skuespiller.
- 1970 - Erwin Kuipers, dansk jazzmusiker.
- 1977 - Pernille Rosenkrantz-Theil, dansk politiker.
- 1978 - Thomas Evers Poulsen, dansk danser.

### Dødsfald
- 395 - Theodosius 1. den Store, det samlede Romerriges sidste kejser (født ca. 348).
- 1468 - Gjergj Kastrioti Skanderbeg, albansk nationalhelt (født ca. 1405).
- 1751 - Tomaso Albinoni, italiensk komponist (født 1671).
- 1874 - Chang og Eng Bunker, de "originale" siamesiske tvillinger (født 1811).
- 1893 - Rutherford B. Hayes, USA's 19. præsident (født 1822).
- 1953 - H.P. Hansen, dansk finansminister (født 1872).
- 1961 - Patrice Lumumba, congolesisk frihedskæmper og premierminister (født 1925) - henrettet.
- 1991 - Olav 5., norsk konge (født 1903).
- 2005 - Zhao Ziyang, kinesisk formand (født 1921).
- 2007 - Art Buchwald, amerikansk klummeskriver og humorist (født 1925).
- 2009 - Trine Michelsen, dansk fotomodel og skuespillerinde(født 1966).
- 2012 - Johnny Otis, amerikansk sanger og musiker (født 1921).
- 2013 - Jakob Arjouni, tysk forfatter (født 1964).

- 2025 - Denis Law, skotsk fodboldspiller (født 1940).